# Ecnomus gedrosicus
Ecnomus gedrosicus is een schietmot uit de familie Ecnomidae. De soort komt voor in het Palearctisch gebied.